# Saint-Denis
Saint-Denis es una comuna nueva francesa situada en el departamento de Sena-Saint Denis, de la región de Isla de Francia.
Saint-Denis forma parte de la Pequeña Corona del Gran París, situándose 9,4 km al norte del centro de dicha ciudad. En esta localidad se encuentran la necrópolis real de la basílica de Saint-Denis, el estadio nacional de Francia, el Stade de France, construido para albergar la Copa Mundial de Fútbol de 1998, y la Ciudad del Cine (Cité du Cinéma).
Inicialmente un suburbio industrial, Saint-Denis se ha convertido en los últimos tiempos en una localidad residencial, habitada en gran parte por inmigración musulmana proveniente de las antiguas colonias francesas.

## Historia

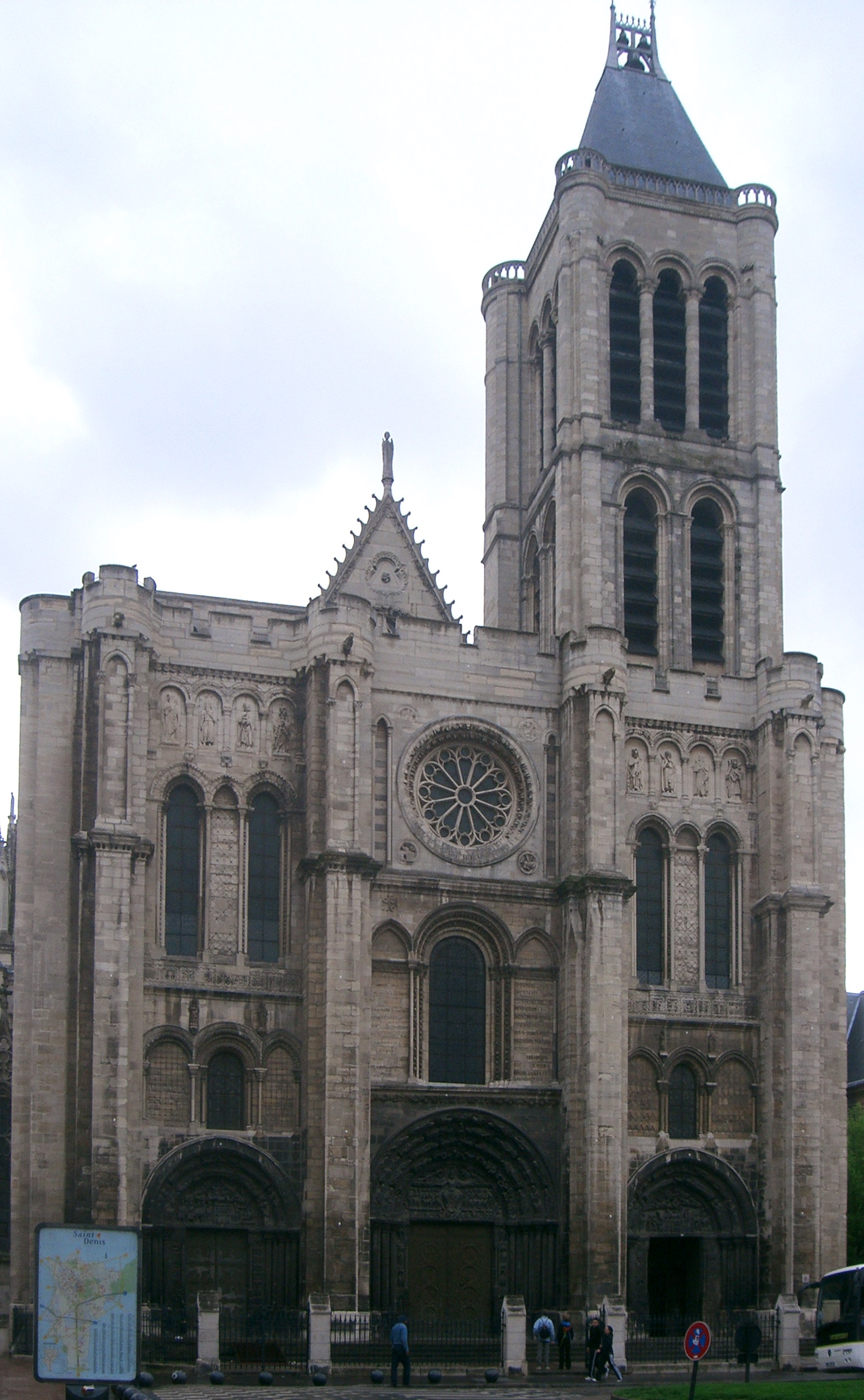
Fachada de la Basílica de Saint-Denis.

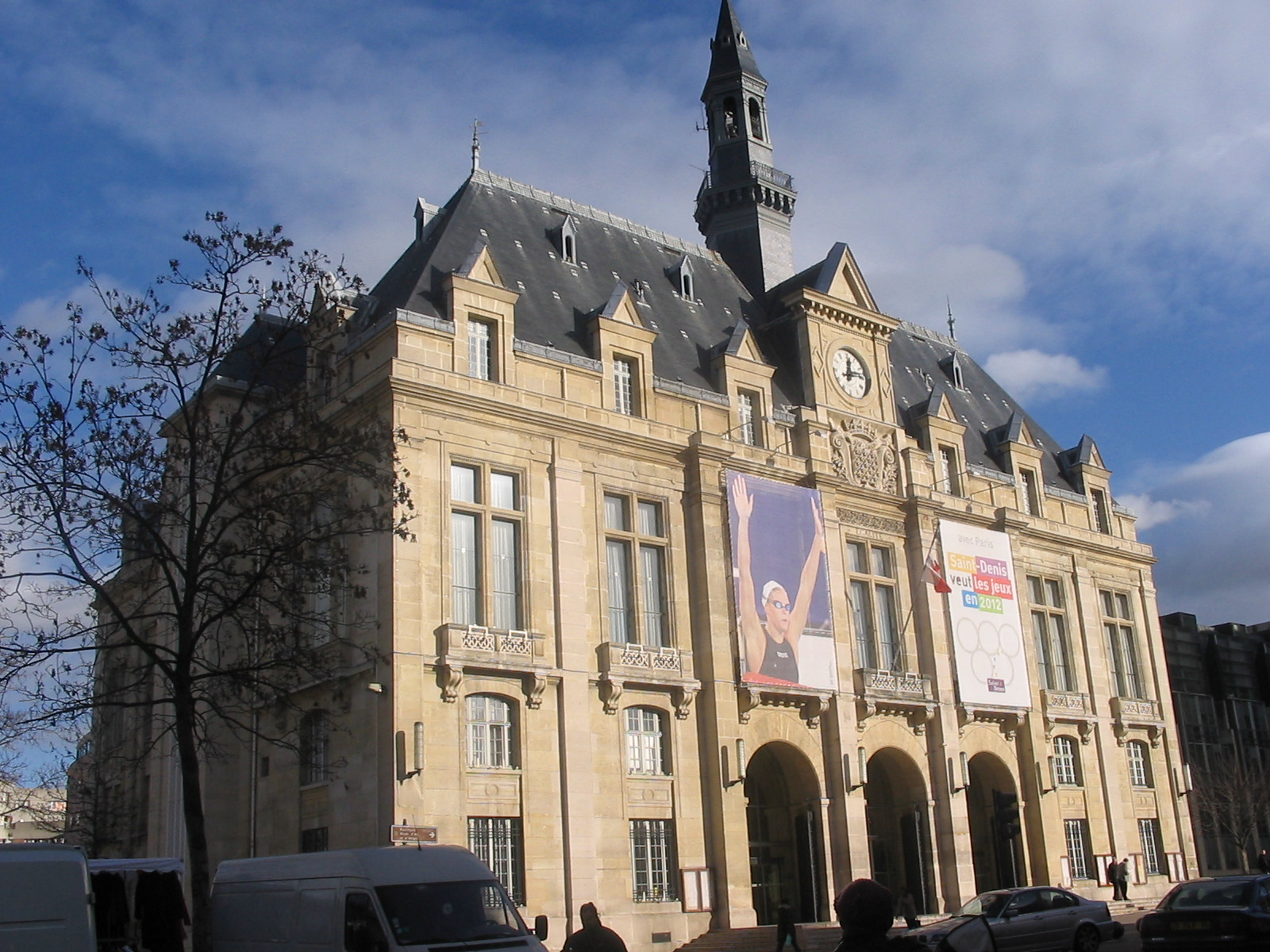
Alcaldía de Saint Denis.

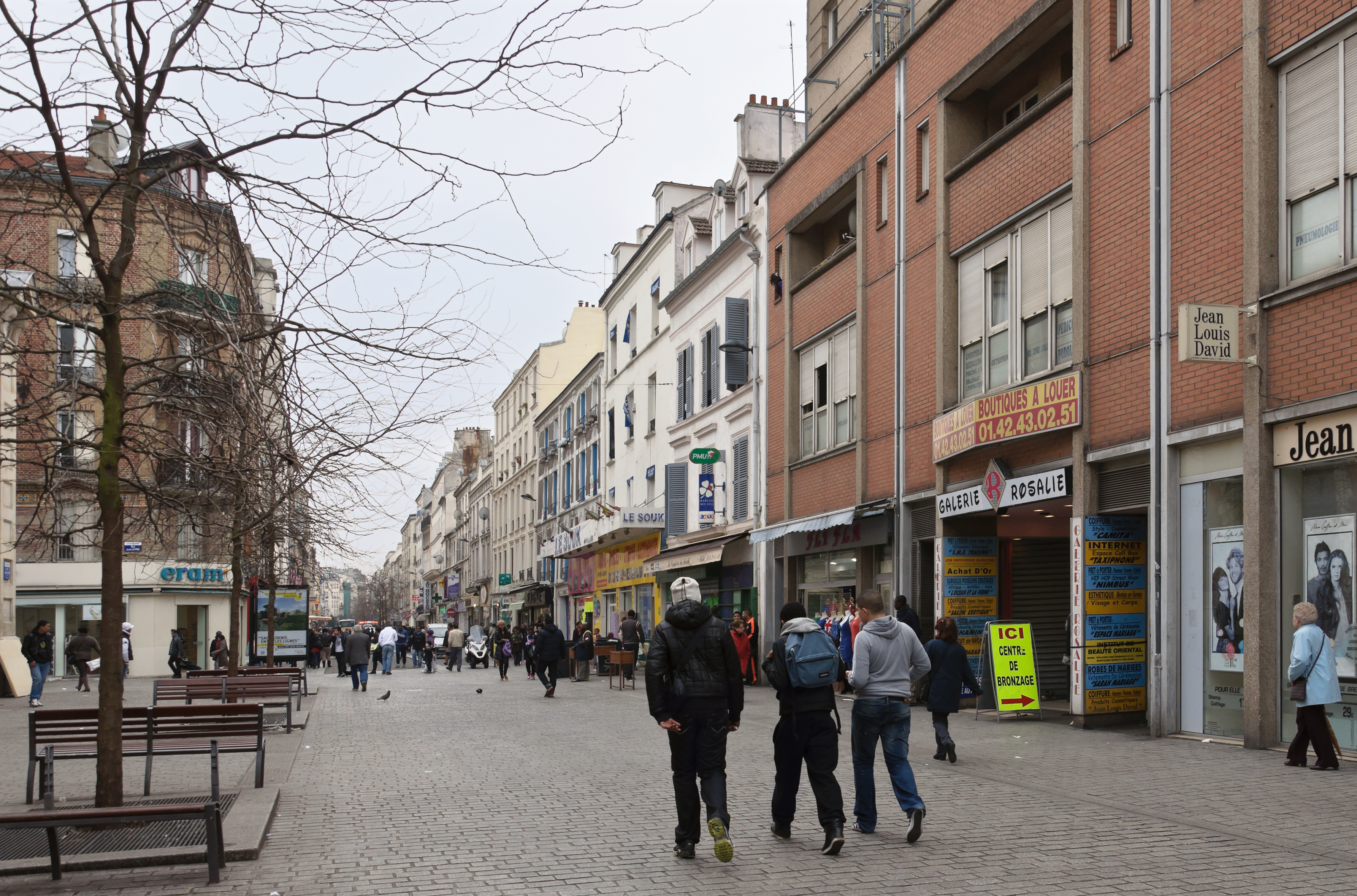
Una calle peatonal en el centro de Saint-Denis en 2012.

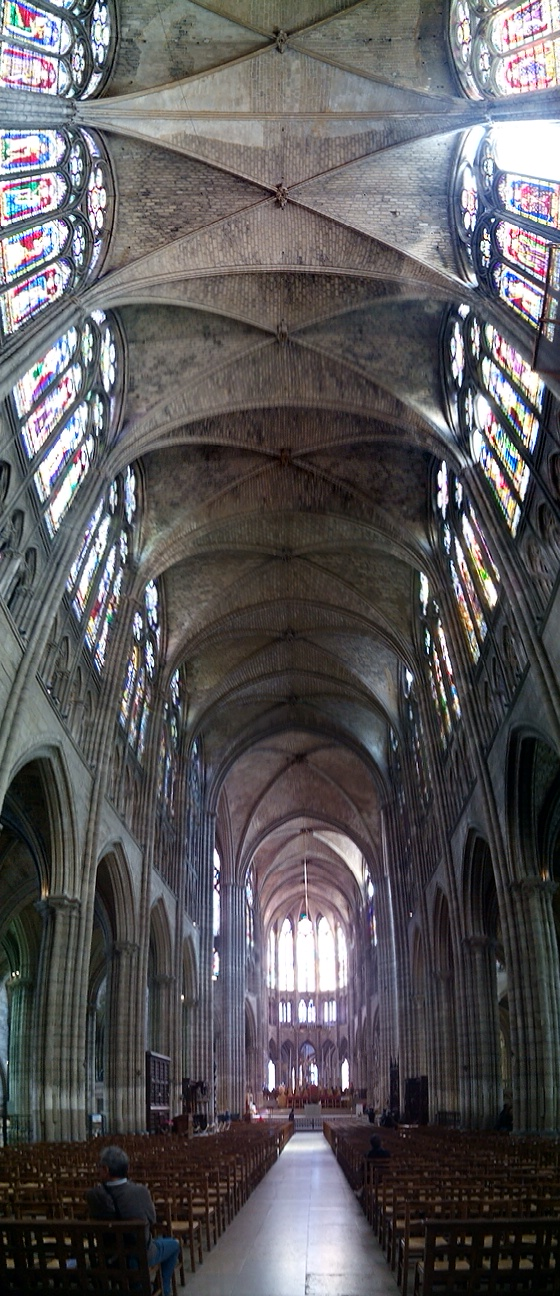
Nave central de la Basílica de Saint Denis.

La historia de Saint-Denis se remonta al siglo II con la existencia de una villa galo-romana llamada Catolacus. En el año 272, fue enterrado aquí Dionisio de París, primer obispo de París y santo patrono de Francia, luego de ser martirizado en la colina de Montmartre, convirtiendo al lugar en un destino de peregrinación.
En torno al año 475, Santa Genoveva construyó una pequeña capilla en la tumba de Dionisio, la cual sería reconstruida por Dagoberto I y convertida en el monasterio real. A su muerte, fue enterrado en dicha capilla, tradición que fue seguida por la mayoría de sus sucesores.
En la Edad Media, en virtud de los privilegios garantizados por Dagoberto (como la independencia con respecto a París), Saint-Denis creció rápidamente gracias a su mercado, al cual llegaban diversas caravanas provenientes incluso del Imperio bizantino. En 1125, fueron concedidos más privilegios a la localidad y se inició la construcción de la actual basílica.
A pesar de su rápido crecimiento, Saint-Denis sufrió intensamente los efectos de las guerras : de los 10 000 ciudadanos de la localidad, sólo 3000 sobrevivieron tras la Guerra de los Cien Años. Aquí se libró la batalla de Saint-Denis en el marco de las guerras de religión entre católicos y protestantes, el 10 de noviembre de 1567.
Bajo el reinado de Luis XIV, se instalaron diversas industrias en Saint-Denis, en tanto que su sucesor Luis XV renovó los edificios de la abadía real. Durante la Revolución francesa, la ciudad fue renombrada Franciade entre 1793 y 1803, como parte del rechazo revolucionario a la religión, y la necrópolis real fue destruida y saqueada. Tras la Restauración, los cuerpos reales debieron ser enterrados en una fosa común al no poder identificarse los restos destruidos. El último rey enterrado en Saint-Denis fue Luis XVIII.
En 1860, la ciudad de París fue agrandada al anexar sus comunas cercanas. El municipio de La Chapelle-Saint-Denis fue dividido entre París, Saint-Ouen y Aubervilliers, mientras que Saint-Denis quedó con la zona noroccidental de dicha comuna. A lo largo del siglo XIX, la industrialización de la ciudad se intensificó y el transporte mejoró con la construcción del Canal Saint-Denis en 1824, que permitió unir la localidad con el río Sena. En 1843 se construyó el primer ferrocarril. Ya a fines de la centuria, existían 80 industrias en Saint-Denis.
La presencia industrial provocó el crecimiento de importantes movimientos sociales. En 1892 fue elegido el primer administrador socialista y ya durante los años 1920, Saint-Denis fue denominada como la Ville Rouge (la Ciudad Roja). Hasta antes de la elección de Jacques Doriot en 1934, todos los alcaldes habían sido miembros del Partido Comunista.
Tras la derrota de Francia durante la Segunda Guerra Mundial, Saint-Denis fue ocupada por los alemanes el 13 de junio de 1940, pero debieron hacer frente a diversos actos de resistencia por parte de la población hasta la liberación de la ciudad el 27 de agosto de 1944.
Tras el período de prosperidad que siguió a la guerra, la crisis económica de los años 1970 y 1980 golpeó duramente a la ciudad, y solo comenzó a recuperarse durante los años 1990. La Copa Mundial de Fútbol de 1998 le dio un nuevo impulso a la ciudad: a la construcción del principal estadio, el Stade de France, se sumó la mejora general en infraestructura y la prolongación del Metro de París. La línea 13 de metro llega hasta Saint-Denis. 	
En 1859 absorbe parte de la comuna de La Chapelle.
Fue creada como comuna nueva el 1 de enero de 2025, en aplicación de una resolución del prefecto de Sena-Saint-Denis de 13 de junio de 2024 con la unión de las comunas de Pierrefitte-sur-Seine y Saint-Denis.

## Demografía
Según los datos aportados en la última resolución del prefecto de Sena-Saint-Denis, la comuna pasa a tener 147 208 habitantes.

## Composición
| Comuna delegada       | Código INSEE | Población (2022) | Superficie (km²) | Densidad (hab./km²) |
| --------------------- | ------------ | ---------------- | ---------------- | ------------------- |
| Pierrefitte-sur-Seine | 93059        | 33670            | 3.41             | 9874                |
| Saint-Denis           | 93066        | 148907           | 12.36            | 12047               |

## Deporte
El Stade de France ha albergado la final de la Copa Mundial de Fútbol de 1998, la Eurocopa de 2016, la final de la Liga de Campeones de la UEFA de 2000, 2006 y 2022, la final de la Copa Mundial de Rugby de 2007, el Campeonato Mundial de Atletismo de 2003, y los Juegos Olímpicos de París 2024.[cita requerida]